# Chlorophytum linearifolium
Chlorophytum linearifolium är en sparrisväxtart som beskrevs av Wessel Marais och Jacqueline Reilly. Chlorophytum linearifolium ingår i släktet ampelliljor, och familjen sparrisväxter. Inga underarter finns listade i Catalogue of Life.